# Kojna Rusewa
Kojna Stefanowa Rusewa (bułg. Койна Стефанова Русева; ur. 2 maja 1970 w Starej Zagorze) – bułgarska aktorka filmowa i teatralna.

## Życiorys
Urodziła się w Starej Zagorze, w 1993 roku ukończyła Narodową Akademię Sztuki Teatralnej i Filmowej imienia Krystjo Sarafowa w Sofii. Jest zamężna i ma troje dzieci.

## Filmografia

### Kino
| Rok  | Tytuł                  | Rola          |
| ---- | ---------------------- | ------------- |
| 1993 | La Donna E Mobile      | Lili          |
| 2001 | Peczełbata             | Emi           |
| 2002 | Chyłmyt na borowinkite | śpiewaczka    |
| 2005 | Erudity                |               |
| 2007 | Moeto myniczko niszto  | Siłwija       |
| 2008 | Posrednikyt            |               |
| 2008 | Iskam go myrtyw        |               |
| 2008 | Train                  | dr. Welisława |
| 2008 | Prima Primavera        | pszczelarka   |
| 2010 | Zad kadyr              |               |
| 2010 | Izpusnati dumi         |               |
| 2011 | Love.net               | Emilija       |
| 2012 | Oszte edna meczta      | Konja         |

### Telewizja
| Rok  | Tytuł             | Rola            |
| ---- | ----------------- | --------------- |
| 2005 | Patrijarchat      | Miczeto-Miczon  |
| 2005 | Morska soł        | Sonja           |
| 2011 | Pod prikritije    | Bojana Wasilewa |
| 2013 | Dyrwoto na żiwota | Beła Wyłczewa   |